# 木更津県
木更津県（きさらづけん）は、1871年（明治4年）に上総国、安房国一円の管轄のために明治政府によって設置された県。現在の千葉県南部を管轄した。

## 概要
1871年（明治4年）7月14日に廃藩置県が行われ、旧幕府領の県に加え、300にも上る県が成立した。そのために行政に支障を来したことから、政府は同年11月14日に府県の統合（第1次府県統合）を行った。
安房国内の旧藩領を管轄する4県（館山県、加知山県、長尾県、花房県）、上総国内の旧藩領を管轄する11県（鶴舞県、久留里県、鶴牧県、一宮県、桜井県、松尾県、菊間県、飯野県、大多喜県、佐貫県、小久保県）に、両国の旧幕府領を管轄する宮谷県と、両国外の県の飛地領を統合し、木更津県が発足した。宮谷県のうち下総国、常陸国に属する区域は新治県の管轄となった。県庁は望陀郡貝淵村の旧桜井県庁（現在の木更津市貝淵三丁目11番）に設置された。
1873年（明治6年）2月7日から権令の柴原和が隣の印旛県の権令を兼務した。そして、同年6月15日に印旛県と合併して千葉県が成立し、県庁は両県の境界に近い千葉郡千葉町に設置。柴原が引き続き初代権令、初代県令となり、現在の千葉県の基礎を築いた。

## 沿革
●は太政官布告の日付であり、実施日と異なる場合がある。
- 1871年（明治4年）
  - 11月13日● - 館山県、知山県、長尾県、花房県、鶴舞県、久留里県、鶴牧県、一宮県、桜井県、松尾県、菊間県、飯野県、大多喜県、佐貫県、小久保県の16県が合併して木更津県が成立。額田県の上総国武射郡のうち（旧西端県）、同望陀郡のうち（旧豊橋県）、吉見県の上総国望陀郡のうちの各飛地領を編入する一方、鶴牧県の丹波国船井郡のうち、加知山県の越前国敦賀郡のうちの飛地領を一時的に管轄。
  - 11月15日● - 額田県が上総国武射郡（旧西端県）、望陀郡（旧豊橋県）、安房国平郡（旧西尾県）の飛地領を当分管轄するよう布告される。上総国2郡に関しては上記の布告と矛盾しており、この時期の実際の両飛地領の管轄は不明。
  - 11月20日● - 越前国敦賀郡の飛地領を敦賀県に移管。
  - 11月22日● - 丹波国船井郡の飛地領を京都府に移管。
- 1872年（明治5年）7月1日 - 大網、大多喜、北条の出張所を廃止し、大網、松尾、勝浦、一宮本郷、北条、横渚に取締所・分局を設置。
- 1873年（明治6年）
  - 2月7日 - 権令の柴原和が印旛県権令を兼務。
  - 6月15日 - 印旛県と統合して千葉県となる。同日木更津県廃止。

## 管轄範囲
人口57万4,652人（房総通史）。区域の詳細は各郡の項目を参照。矢印の右は旧管轄県。●は木更津県の管轄区域外に所在した県の飛地。
- 上総国
  - 山辺郡 ←宮谷県、松尾県、●龍ヶ崎県、●結城県、●高岡県、●生実県
  - 武射郡 ←宮谷県、松尾県、●龍ヶ崎県、●結城県、●生実県、●西端県
  - 長柄郡 ←宮谷県、鶴牧県、鶴舞県、花房県
  - 埴生郡 ←鶴舞県
  - 夷隅郡 ←宮谷県、大多喜県
  - 市原郡 ←鶴牧県、桜井県、鶴舞県、菊間県
  - 望陀郡 ←宮谷県、鶴牧県、久留里県、桜井県、花房県、●豊橋県、●吉見県
  - 周准郡 ←宮谷県、飯野県、桜井県、小久保県、花房県、●長島県
  - 天羽郡 ←佐貫県、小久保県、長尾県、花房県
- 安房国
  - 平郡 ←宮谷県、加知山県、長尾県、●西尾県
  - 安房郡 ←館山県、長尾県
  - 朝夷郡 ←長尾県
  - 長狭郡 ←宮谷県、花房県
- 越前国（ごく短期間のみ）
  - 敦賀郡（現福井県）[1] ←加知山県
- 丹波国（ごく短期間のみ）
  - 船井郡（現京都府）[2] ←鶴牧県

## 歴代知事
- 1871年（明治4年）11月13日 -1873年(明治6年）6月15日 ： 権令・柴原和（元龍野藩士、前宮谷県知事）